# 영국 여왕 부군 앨버트
색스코버그고타 공자 앨버트(Prince Albert of Saxe-Coburg and Gotha, 1819년 8월 26일 - 1861년 12월 14일)는 영국의 빅토리아의 남편이자 영국의 에드워드 7세의 아버지다. 본명은 프란츠 아우구스트 카를 알베르트 에마누엘 폰 작센코부르크고타(독일어: Franz August Carl Albert Emmanuel von Sachsen-Coburg und Gotha)이다. 조지 5세의 할아버지이다.
그는 당시 유럽을 다스렸던 많은 군주와 연고가 있었던 작센코부르크잘펠트의 작센 공작령에서 태어났다. 스무 살에 그는 사촌지간인 빅토리아 여왕과 결혼하여 4남 5녀를 두었다. 처음에 앨버트는 아무런 힘이나 관공직도 주어지지 않은 여왕의 배우자라는 자신의 처지를 갑갑하게 생각하였다. 죽을 때까지 그는 노예 제도 철폐와 교육 개혁 등 일반 대중의 요구 가운데 많은 부분을 받아들였으며, 여왕의 왕실 일가와 재산, 관청을 관리하는 일을 도맡았다. 앨버트는 1851년에 열린 국제박람회를 성공적으로 치러냈다. 정치적인 면으로 봤을 때의 그는 아내에게 의회 내에서의 정치적 당파 싸움에 중립을 지킬 것을 권고함으로써 영국의 입헌군주제를 한층 더 발전시켰다.
앨버트가 서거한 후, 빅토리아는 그녀 자신도 뒤따라 죽을 때까지 평생 검은색 상복을 입기를 고집하였다. 1901년에 빅토리아가 서거하자 두 사람의 아들 에드워드 7세가 왕위를 물려받아 작센코부르크고타 왕가의 첫 번째 영국 군주로 등극하였다.

## 자녀
빅토리아와의 사이에서 4남 5녀를 두었는데, 자녀들은 각각 독일, 루마니아, 유고슬라비아, 러시아, 덴마크, 스웨덴, 노르웨이, 그리스, 스페인 왕실과 혼인하였다.
|      | 사진 | 이름                                                                   | 출생             | 사망             | 유럽 왕실과의 관계 |
| ---- | ---- | ---------------------------------------------------------------------- | ---------------- | ---------------- | --- |
| 장녀 |      | 프린세스 로열 빅토리아 Victoria, Princess Royal                        | 1840년 11월 21일 | 1901년 8월 5일   | - 배우자 : 프리드리히 3세 - 슬하 4남 4녀 - 독일의 황후 - 장남 : 독일 황제 빌헬름 2세 - 3녀 : 그리스 왕비 소피아 (콘스탄티노스 1세의 왕비) - 외손자 : 그리스 국왕 요르요스 2세, 알렉산드로스, 파블로스 - 외손녀 : 루마니아 왕비 엘레니 (카롤 2세의 왕비)           |
| 장남 |      | 에드워드 7세 King Edward VII                                           | 1841년 11월 9일  | 1910년 5월 6일   | - 배우자 : 덴마크의 알렉산드라 (크리스티안 9세의 딸) - 슬하 3남 3녀 - 2남 : 영국 국왕 조지 5세 - 증손녀 : 엘리자베스 2세 - 3녀 : 노르웨이 왕비 메우드 (호콘 7세의 왕비) - 외손자 : 노르웨이 국왕 울라프 5세                                                       |
| 2녀  |      | 헤센 대공비 앨리스 Princess Alice                                      | 1843년 4월 25일  | 1878년 12월 14일 | - 배우자 : 루트비히 4세 폰 헤센 대공 - 슬하 2남 5녀 - 장녀 : 빅토리아 공녀 (애든버러 공작 필립의 외조모) - 사위 : 바텐베르크 공자 루이스 - 4녀 : 러시아 황후 알렉산드라 표도로브나 - 사위 : 러시아의 니콜라이 2세                                                 |
| 2남  |      | 에든버러 공작 알프레드 Alfred, Duke of Edinburgh                       | 1844년 8월 6일   | 1900년 7월 31일  | - 배우자 : 러시아의 마리야 알렉산드로브나 (알렉산드르 2세의 딸) - 슬하 1남 4녀 - 장녀 : 루마니아 왕비 마리아 - 사위 : 루마니아 국왕 페르디난트 1세 - 외손자 : 루마니아 국왕 카롤 2세                                                                              |
| 3녀  |      | 슐레스비히홀슈타인 공자빈 헬레나 Princess Helena                       | 1846년 5월 25일  | 1923년 6월 9일   | - 배우자 : 크리스티안 폰 슐레스비히홀슈타인 - 슬하 3남 2녀 |
| 4녀  |      | 아가일 공작 부인 루이즈 Princess Louise                                | 1848년 3월 18일  | 1939년 12월 3일  | - 배우자 : 제9대 아가일 공작 존 캠벨 - 자녀없음 |
| 3남  |      | 코넛스트래선 공작 아서 Prince Arthur, Duke of Connaught and Strathearn | 1850년 5월 1일   | 1942년 1월 16일  | - 배우자 : 프로이센 공주 루이제 마르가레타 - 슬하 1남 2녀 - 장녀 : 코넛 공녀 마거릿 - 사위 : 스웨덴 국왕 구스타프 6세 - 외손자 : 구스타프 아돌프 (현 스웨덴 국왕 칼 16세 구스타프의 아버지) - 외손녀 : 덴마크의 왕비 잉리드 (덴마크 여왕 마르그레테 2세의 어머니) |
| 4남  |      | 올버니 공작 레오폴드 Prince Leopold, Duke of Albany                    | 1853년 4월 7일   | 1884년 3월 28일  | - 배우자 : 올버니 공작부인 헬레나 - 슬하 1남 1녀 - 장남 : 찰스 에드워드 (현 스웨덴 국왕 칼 16세 구스타프의 외조부) |
| 5녀  |      | 바텐베르크 공자빈 베아트리스 Princess Beatrice                         | 1857년 4월 14일  | 1944년 10월 26일 | - 배우자 : 하인리히 폰 바텐베르크 - 슬하 3남 1녀 - 장녀 : 스페인 왕비 빅토리아 에우헤니아 - 사위 : 스페인 국왕 알폰소 13세 - 증손자 : 스페인 국왕 후안 카를로스 1세                                                                                               |